# أحمد الحجية
أحمد عبد الغفور السامرائي، المعروف باسم أحمد الحجية هو لاعب كرة سلة عراقي في نادي الكرخ، كان قائداً لمنتخب العراق لكرة السلة 14 عاماً، هاجر في أوائل التسعينات من العراق في عهد الرئيس صدام حسين، وصار معارضاً له، وحُكمَ عليه غيابياً بالإعدام، وبعد الاحتلال الأمريكي للعراق سنة 2003، عاد أحمد الحجية وترشح لرئاسة اللجنة الأولمبية فانتخب في كانون الثاني سنة 2004، وأصبح أول رئيس للجنة الأولمبية بعد عدي صدام حسين، اُختطفَ أحمد الحجية في 15 تموز سنة 2006، وذُكر أن الاختطاف كان علنياً جماعياً بأيدي مجموعة مسلحة مرتدية زي مغاوير وزارة الداخلية، أحاطوا بالمركز الثقافي لوزارة النفط في منطقة بارك السعدون شمال الكرادة وسط بغداد، حين كان الحجية في مؤتمر هناك واختطفوه ومعه 30 شخصاً تقريباً، ثم أُعلنَ سنة 2012 عن العثور على جثة الحجية مدفوناً في قبر في بيت مهجور في حي طارق وراء السدّة، أقصى شرق بغداد، وذُكر أن تلك المنطقة كان يسيطر عليها أبو درع. زوجة أحمد الحجية، اسمها نيران السامرائي، مصممة أزياء وناشرة مخطوطات إسلامية نفيسة.

خارطة مدينة بغداد ويظهر موقع المركز الثقافي حيث اختُطفَ الحجية وحي طارق حيث عُثر على جثته